# روبرت هاليداي
روبرت هاليداي (بالإنجليزية: Robert Halliday)‏ (14 يناير 1986 بغلاسكو في المملكة المتحدة - ) هو لاعب كرة قدم بريطاني في مركز الدفاع. لعب مع هاميلتون أكاديميكال ونادي كلايد وAshfield F.C. ‏ وإيرفين ميدو XI ‏.

## وصلات خارجية
- روبرت هاليداي على موقع قاعدة بيانات كرة القدم.إي يو (الإنجليزية)
- روبرت هاليداي على موقع Soccerbase.com (لاعب) (الإنجليزية)